# سمير كمون
سمير كمّون (16 أبريل 1950.) هو ممثل كوميدي تونسي-أمريكي اشتهر بتقليده شخصية تشارلي تشابلن. يعمل منذ عدة سنوات في يونيفيرسال ستوديوز في لوس أنجلس يقلد شخصية شابلن. ومثل أدوارا صغيرة في عدة أفلام أمريكية.

## النشأة
لعب سمير كمّون كرة القدم مع الترجي الرياضي التونسي. لحن أغنية أمي لصابر الرباعي.

## الحياة الشخصية
تزوج من تونسية قبل هجرته إلى الولايات المتحدة وله ثلاث بنات هن أمينة وبثينة وصابرين. ويقيم في لوس أنجلوس.

## أعماله
- يوميات برقوق، تأليف وإخراج جابر المصري
- اشلاند (2009)
- معايير اميركيه (2008) فيلم قصير، بدور غرانت

	*بنات كبيرة لا تبكي ... انهم حتي الحصول علي (1992) بدور سائق
- حقيقي الرصاص (1990) بدور سمير
- ميغافورس، 1982، بدور مساعد
- تشغيل المدفع (1981) بدور سادوين

## وصلات خارجية
- سمير كمون على موقع IMDb (الإنجليزية)
- سمير كمون على موقع ألو سيني (الفرنسية)

- سمير كمون في موقع الفيلم